# Lew Hitch
Lewis Rufus "Lew" Hitch (Griggsville, Illinois, 16 de julio de 1929-8 de febrero de 2012) fue un jugador de baloncesto estadounidense que disputó seis temporadas en la NBA. Con 2,03 metros de estatura, lo hacía en la posición de ala-pívot.

## Trayectoria deportiva

### Universidad
Jugó durante una temporada en el Junior College de Culver-Stockton, para posteriormente ser transferido a los Wildcats de la Universidad Estatal de Kansas, donde promedió 6,7 puntos por partido. Disputó la final de la NCAA en 1951 ante Kentucky Wildcats. En la primera parte fue capaz de parar a la estrella del equipo rival, en pívot de 2,13 Bill Spivey, pero no pudo con él en la segunda, que acabó el partido con 22 puntos y 21 rebotes. Por su parte, Hitch fue el mejor jugador de los de Kansas, logrando 13 puntos y 9 rebotes. Fue incluido en el mejor quinteto de la Big Seven Conference ese año por Associated Press.

### Profesional
Fue elegido en la vigésima posición del Draft de la NBA de 1951 por Minneapolis Lakers, donde ejerció como suplente de Vern Mikkelsen. Ya en su primera temporada como profesional se hizo con su primer anillo de campeón, tras derrotar en las finales a New York Knicks. Hitch promedió 3,6 puntos y 4,0 rebotes por partido.
Al año siguiente repetirían título, derrotando nuevamente a los Knicks, con Hitch asumiendo el mismo rol que la temporada anterior, promediando 3,7 puntos y 3,9 rebotes.  Al inicio de la temporada 1953-54 fue traspasado a Milwaukee Hawks, donde se ganó un hueco en el quinteto titular, siendo el máximo reboteador del equipo, con 9,6 rechaces, a los que añadió 8,0 puntos por partido. Acabó la temporada como noveno mejor reboteador de toda la liga.
Mediada la temporada siguiente fue traspasado de vuelta a los Lakers a cambio de Bobby Watson, donde volvió a ejercer de suplente de Mikkelsen durante dos temporadas más. Tras quedar libre, en 1956 ficha por Rochester Royals, de donde sería traspasado a Philadelphia Warriors mediada la temporada, poniendo fin a su carrera deportiva al finalizar la misma.

## Estadísticas de su carrera en la NBA

### Temporada regular
| Temporada | Edad | Equipo                | Liga | P   | TIT | MIN  | TC  | TCA | %TC  | 3P | 3PA | %3P | TL  | TLA | %TL  | R.OF. | R.DEF. | REB | ASIS | ROB | TAP | PER | FP  | PTS |
| 1951-52   | 22   | Minneapolis Lakers    | NBA  | 61  |     | 13.9 | 1.3 | 3.5 | .358 |    |     |     | 1.0 | 1.5 | .670 |       |        | 4.0 | 0.8  |     |     |     | 1.5 | 3.6 |
| 1952-53   | 23   | Minneapolis Lakers    | NBA  | 70  |     | 14.7 | 1.3 | 3.6 | .349 |    |     |     | 1.2 | 1.9 | .610 |       |        | 3.9 | 0.9  |     |     |     | 1.7 | 3.7 |
| 1953-54   | 24   | Milwaukee Hawks       | NBA  | 72  |     | 34.1 | 3.1 | 8.4 | .367 |    |     |     | 1.8 | 2.9 | .639 |       |        | 9.6 | 2.0  |     |     |     | 2.4 | 8.0 |
| 1954-55   | 25   | TOTAL                 | NBA  | 74  |     | 24.0 | 2.3 | 5.6 | .400 |    |     |     | 1.6 | 2.3 | .680 |       |        | 5.9 | 1.7  |     |     |     | 1.5 | 6.1 |
| 1954-55   | 25   | Milwaukee Hawks       | NBA  |     |     |      |     |     |      |    |     |     |     |     |      |       |        |     |      |     |     |     |     |     |
| 1954-55   | 25   | Minneapolis Lakers    | NBA  |     |     |      |     |     |      |    |     |     |     |     |      |       |        |     |      |     |     |     |     |     |
| 1955-56   | 26   | Minneapolis Lakers    | NBA  | 69  |     | 16.4 | 1.4 | 3.4 | .400 |    |     |     | 1.4 | 1.9 | .758 |       |        | 4.1 | 1.1  |     |     |     | 1.2 | 4.2 |
| 1956-57   | 27   | TOTAL                 | NBA  | 68  |     | 16.7 | 1.6 | 4.4 | .375 |    |     |     | 0.9 | 1.3 | .716 |       |        | 3.7 | 0.6  |     |     |     | 1.5 | 4.2 |
| 1956-57   | 27   | Rochester Royals      | NBA  | 30  |     | 18.5 | 1.8 | 4.8 | .372 |    |     |     | 1.2 | 1.7 | .725 |       |        | 4.0 | 0.5  |     |     |     | 1.8 | 4.8 |
| 1956-57   | 27   | Philadelphia Warriors | NBA  | 38  |     | 15.2 | 1.5 | 4.0 | .377 |    |     |     | 0.7 | 1.0 | .703 |       |        | 3.5 | 0.7  |     |     |     | 1.3 | 3.7 |
| Total     |      |                       | NBA  | 414 |     | 20.2 | 1.8 | 4.9 | .376 |    |     |     | 1.3 | 2.0 | .674 |       |        | 5.3 | 1.2  |     |     |     | 1.7 | 5.0 |

### Playoffs
| Temporada | Edad | Equipo                | Liga | P  | MIN | TCA | TC  | 3PA | 3P | TLA | TL | R.OF. | REB | ASIS | ROB | TAP | PER | FP | PTS | %TC  | %3P | %FT   | MIN  | PTS | REB | AST |
| 1951-52   | 22   | Minneapolis Lakers    | NBA  | 13 | 152 | 9   | 25  |     |    | 6   | 21 |       | 44  | 9    |     |     |     | 16 | 24  | .360 |     | .286  | 11.7 | 1.8 | 3.4 | 0.7 |
| 1952-53   | 23   | Minneapolis Lakers    | NBA  | 12 | 189 | 16  | 46  |     |    | 17  | 32 |       | 64  | 11   |     |     |     | 32 | 49  | .348 |     | .531  | 15.8 | 4.1 | 5.3 | 0.9 |
| 1954-55   | 25   | Minneapolis Lakers    | NBA  | 7  | 137 | 16  | 40  |     |    | 23  | 29 |       | 42  | 10   |     |     |     | 9  | 55  | .400 |     | .793  | 19.6 | 7.9 | 6.0 | 1.4 |
| 1955-56   | 26   | Minneapolis Lakers    | NBA  | 3  | 54  | 4   | 13  |     |    | 7   | 10 |       | 15  | 2    |     |     |     | 7  | 15  | .308 |     | .700  | 18.0 | 5.0 | 5.0 | 0.7 |
| 1956-57   | 27   | Philadelphia Warriors | NBA  | 2  | 3   | 0   | 1   |     |    | 2   | 2  |       | 2   | 0    |     |     |     | 0  | 2   | .000 |     | 1.000 | 1.5  | 1.0 | 1.0 | 0.0 |
| Total     |      |                       | NBA  | 37 | 535 | 45  | 125 |     |    | 55  | 94 |       | 167 | 32   |     |     |     | 64 | 145 | .360 |     | .585  | 14.5 | 3.9 | 4.5 | 0.9 |